# 阿都拉萨阿都拉曼
拿督威拉阿都拉萨·阿都拉曼（1973年6月14日—），马来西亚政治人物，巫统马六甲市区区部主席兼马六甲州联委会宣传主任，现任马六甲州议会直落垵州议员，马六甲州行政议会旅游、文物、艺术及文化事务委员会主席。他曾担任巫统马六甲市区区部青年团团长。

## 政治生涯
阿都拉萨阿都拉曼在2018年马来西亚大选时竞选直落垵州议席，但败选。当时的联邦和州政府也转移至希望联盟。
2021年马六甲州选举，阿都拉萨阿都拉曼以巫统马六甲市区区部主席代表国阵上阵直落垵州议席，他成功收复在第14届大选丢失的直落垵州议席，同时国阵马六甲市区区部也收复了鲁容州议席。
2021年11月26日，阿都拉萨阿都拉曼出任出任马六甲苏莱曼州政府的郊区发展、农业、农基工业事务委员会主席。
2023年4月5日，出任马六甲州行政议员，掌管甲州旅游、文物、艺术及文化事务。

## 个人荣誉
- 马六甲：
  -  马六甲成员勋章（DPSM）—拿督（2014年）[5]
  -  马六甲卓越勋章（DCSM）—拿督威拉（2023年）[6]